# Solanum alpinum
Solanum alpinum är en potatisväxtart som beskrevs av Heinrich Zollinger och Mor. Solanum alpinum ingår i släktet skattor som ingår i familjen potatisväxter. Inga underarter finns listade i Catalogue of Life.